# Ferrol (Spanje)
Ferrol is een stad en gemeente in de Spaanse autonome regio Galicië, in de provincie A Coruña. Ferrol ligt ongeveer 17 kilometer ten noordoosten van de stad A Coruña, aan de overkant van de Ría de Betanzos en de Ría de Ferrol. Het is een echte kuststad, met een grote haven, kades, scheepswerven, stranden, en een aantal van de beste restaurants met vis en zeevruchten ter wereld. In 2016 telde Ferrol 64.000 mensen. Ferrol is een van de belangrijkste marinehavens van Spanje.
De oude Castiliaanse naam van Ferrol is El Ferrol. Tot 1975 sprak men ook wel van El Ferrol del Caudillo, omdat het de geboorteplaats is van de Spaanse ex-dictator Francisco Franco. Ferrol is een van de startplekken van de Engelse route van de Camino de Santiago. Omdat tegenwoordig de regel geldt dat pelgrims minimaal 100 km per voet moeten afleggen om officieel erkend te worden, is Ferrol de stad van voorkeur voor veel pelgrims die via de Engelse route de Camino volgen.

## Herkomst van de naam Ferrol
De eerste historische vermelding van deze nederzetting, toen genoemd Burum of Arotebrarum Portum, is in de geschiedenis van Pomponius Mela, een Romeinse historicus die in het jaar 43 na Chr. een gedetailleerde beschrijving van Portus Magnus Artabrorum schreef, de grote haven van Artabri. De huidige plaatsnaam Ferrol is echter alleen terug te vinden in een middeleeuws document uit 1087 noemt sancto Iuliano de Ferrol, in de buurt van het klooster van San Martín de Jubia (12e eeuw, in Romaanse stijl), waar Ferrol waarschijnlijk de lokale evolutie is van de genitief van de Latijnse naam Ferreolus; Ferrol was waarschijnlijk, in oorsprong, het landgoed van Ferreolus. In 1982 heeft de Spaanse overheid officieel de naam Ferrol geaccepteerd, met zijn lange geschiedenis en traditie in gedachte. 
Een andere theorie met betrekking tot de etymologie van de locative naam Ferrol en potentiële oorsprong is Ferro, Latijn voor ijzer. In de Romeinse tijd en eerder was de omgeving van Ferrol rijk aan metalen, in het bijzonder ijzer en tin, maar ook goud en zilver. Misschien, aangezien de baai van Ferrol zo'n goed bewaakte haven was dat het oude vissersdorp door handelaren naar het metaal zou zijn genoemd, om de baai te bereiken, met andere woorden: Ferrol. 

## Demografische ontwikkeling
Bron: INE; 1857-2011: volkstellingen
Opm.: Aanhechting van Serantes (1940)

## Klimaat
Zoals in het grootste deel van Galicië, is er in Ferrol een vochtig zeeklimaat, gekenmerkt door milde temperaturen gedurende het hele jaar, regenachtige winters en relatief droge zomers. Het is er echter iets natter dan het typische Spaanse mediterrane klimaat tijdens het zomerseizoen.

## Geboren
- José Canalejas (1854-1912), politicus
- Francisco Franco (1892-1975), staatsleider, regent, president en generaal
- Álex López (1988), voetballer
- Álvaro Carreras (2003), voetballer

## Afbeeldingen

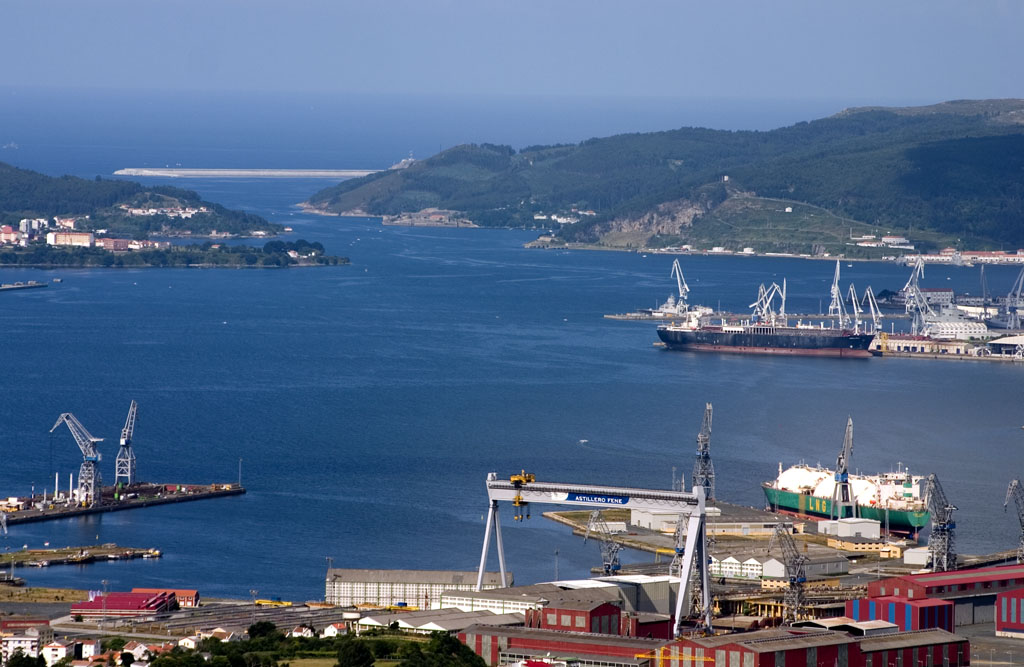
Uitzicht over de riakust van Ferrol
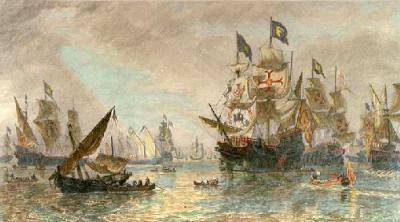
Spaanse Armada van 1588 en Ferrol